# Pedicia subtransversa
Pedicia subtransversa är en tvåvingeart. Pedicia subtransversa ingår i släktet Pedicia och familjen hårögonharkrankar.

## Underarter
Arten delas in i följande underarter:
- P. s. subtransversa
- P. s. triacantha